# Творче мислення

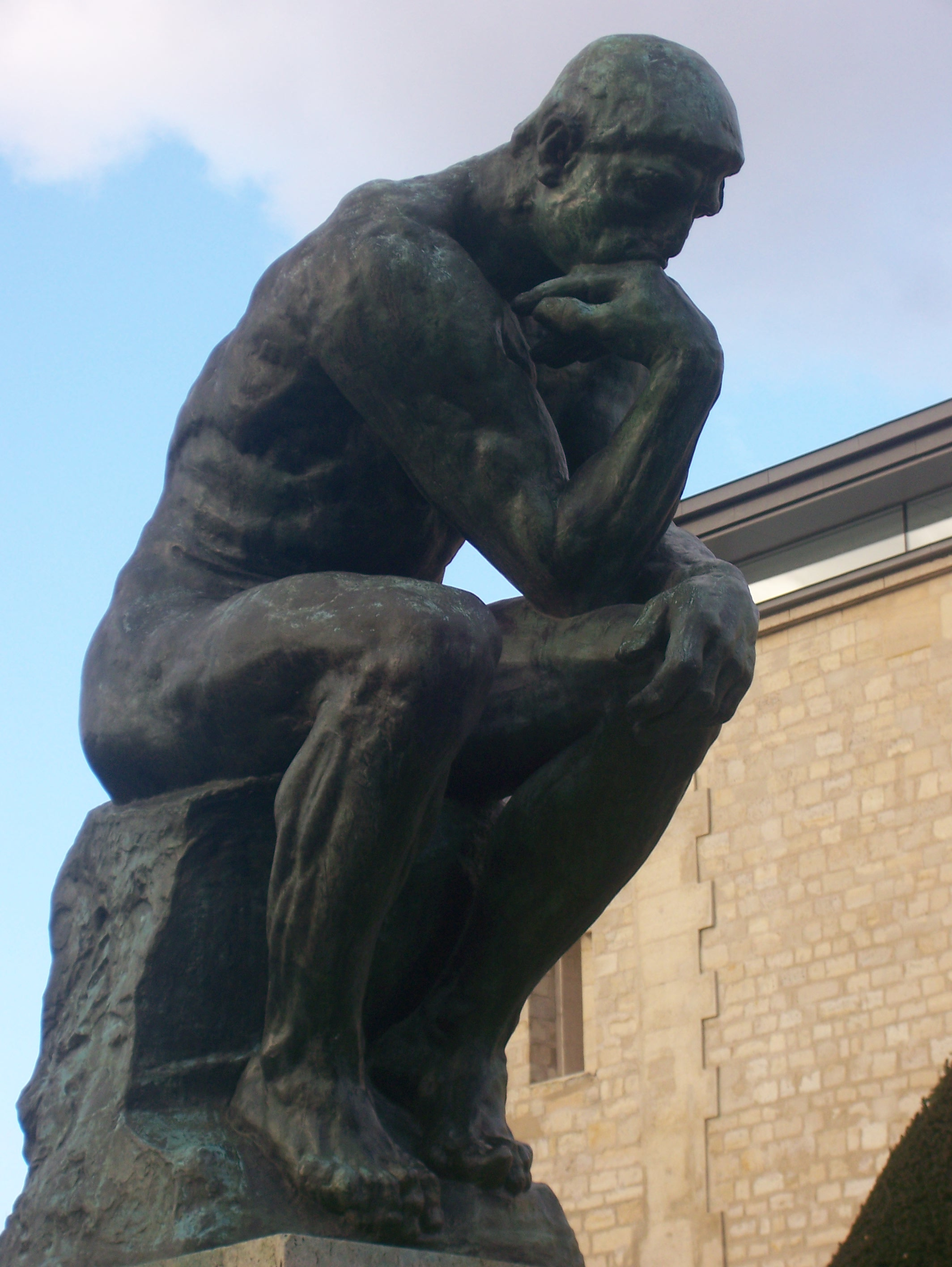
Скульптура «Мислитель»

Творче мислення — це оригінальність і незвичність висловлюваних ідей, прагнення до інтелектуальної новизни у вирішенні завдання (проблеми), здатність бачити предмет (можливості його використання) під новим кутом зору і продукувати ідеї у невизначеній ситуації (тобто за відсутності передумов для формування нових ідей).

## Суб'єктивні якості
Творче мислення у професійній діяльності, як і у будь-якій іншій, залежить від суб'єктивних якостей особистості. Серед них Н. Г. Ашаренкова виділяє: творчу уяву, що робить її необхідною умовою професійної творчості, розвиненість інтелекту, яка спонукає людину до розміркування, упорядкування знань, пошуку і аргументації власного рішення існуючої (можливої) виробничої проблеми, відкритість новому у пізнанні (когнітивна відкритість) як ставлення спеціаліста до нової інформації, досвіду, легкість у сприйнятті нових ідей, професійний кругозір, що визначає його здатність до саморефлексії фахових знань, діяльності, раціоналізації або пропозиції оригінальних ідей тощо.

## Компоненти
Психологічними компонентами творчості дорослого мислення є гнучкість розуму; систематичність і послідовність мислення; діалектичність; готовність до ризику та відповідальності за прийняте рішення. А дитячого, як мінімум,- три: наочно-дійове, причинне і евристичне.

## Складнощі творчого розвитку
Бути творчою людиною — важка робота. Діти, як і дорослі, можуть дуже критично ставитись до своїх зусиль і з легкістю здаватись у тому випадку, якщо вони не отримують чогось відразу. Проте справжні генії проводять багато років у пошуках і зусиллях (іноді безуспішних) для того, щоб викристалізувати свій талант. Томас Едісон сказав: «Геній — це один відсоток натхнення й дев'яносто дев'ять відсотків поту».